# 100000 (число)
Сто тисяч (100 000, 105) — натуральне число між 99999 і 100001.

## Гроші
- Сто тисяч рублів — банкноти РРФСР, Росії, Білорусі;
- 100 000 купонів — банкнота України (1993—1996) і Придністров'я (1997—2000);
- 100 000 євро — одна з найбільших золотих монет у світі, присвячена Віденській філармонії.

## Мистецтво
- «Сто тисяч» — український фільм радянської доби.
- «Сто тисяч доларів на сонці» — екранізація твору Клода Вейо.
- «Сто тисяч» — п'єса українського драматурга Карпенка-Карого.